# علي مجرشي
علي مجرشي كافو ، لاعب كرة قدم سعودي، يلعب في النادي الزلفي

## مسيرة اللاعب
بدأ اللاعب في الفئات السنية في نادي الشباب و وصل للفريق الأول في عام 2018 .

### برنامج الابتعاث الخارجي
انضم لبرنامج الابتعاث السعودي لكرة القدم 2019 مع مجموعة من اللاعبين للابتعاث الخارجي لاكتساب الخبرات و المشاركة أمام فرق من مختلف الدرجات في إسبانيا وغيرها من الدول الأوروبية.

### عودته من الابتعاث
عاد من الابتعاث للمشاركة مع نادي الشباب في صيف 2020 و انضم للفريق الأول و أعير إلى نادي الفيصلي مطلع عام 2021 و انتقل إلى النادي الأهلي مطلع عام 2022.
بطولاته(الاهلي)
1- دوري يلو
2- كأس ابطال أسيا للنخبة 2025-24

## روابط خارجية
- علي مجرشي على موقع قاعدة بيانات كرة القدم.إي يو (الإنجليزية)
- علي مجرشي على موقع ناشيونال فوتبول تيمز (الإنجليزية)
- علي مجرشي على موقع Soccerway.com (الإنجليزية)
- علي مجرشي على موقع عالم كرة القدم.نت (الإنجليزية)
- علي مجرشي على موقع كووورة